# Макув-Мазовецки
Ма́кув-Мазове́цки (пол. Maków Mazowiecki, до 1928 года — Макув над Ожицем, пол. Maków nad Orzycem) — город в Польше, входит в Мазовецкое воеводство, Макувский повят. Занимает площадь 10,3 км². Население — 9851 человек (на 2006 год).

## История

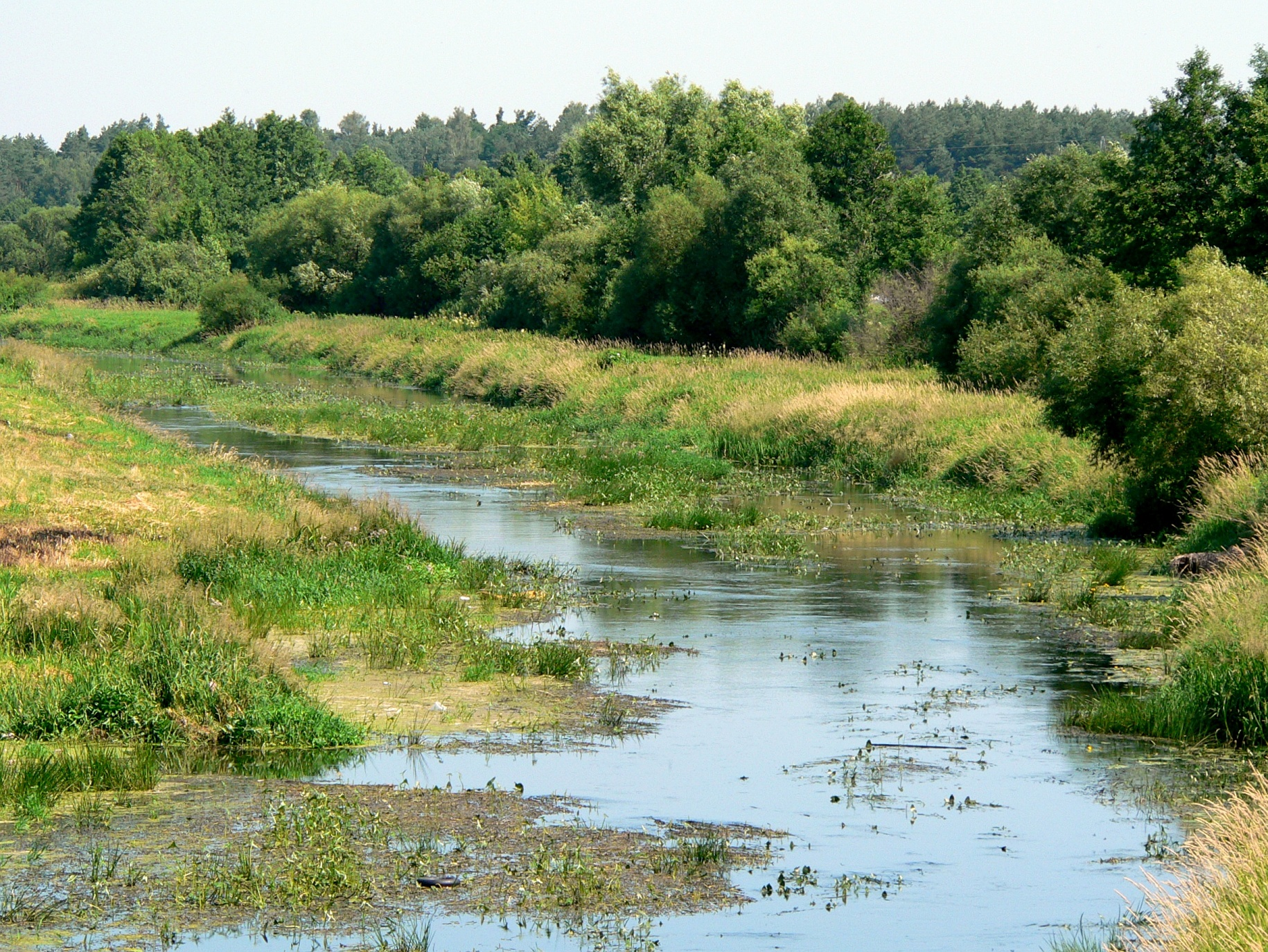

Макув получил городские права в 1421 году от мазовецкого князя Януша I Старого, но как поселение существовал уже значительно раньше.
В XVII веке город пришёл в упадок. Этому способствовал большой пожар 1620 года. Восстановление шло очень медленно. Следующий пожар в 1787 году уничтожил половину города. В то время Маков находился под прусским владычеством.
После Венского конгресса — в составе Российской империи. Уездный город Ломжинской губернии. В 1897 году — 7206 жителей (из них — 3544 женщины). В конце XIX века в городе имелись: фабрики — медных изделий, тесёмочная и шорных изделий; заводы — гончарный и свечной-мыловаренный.

## Известные уроженцы
- Швейковский, Войцех Анзельм (1773—1838) — польский католический священник, пиарист, педагог, первый ректор королевского варшавского университета в 1818—1831 годах.
- Риковер, Хайман Джордж (англ. Hyman George Rickover, первоначально Хаим Риковер; 27 января 1900 — 8 июля 1986) — четырёхзвёздный адмирал флота США.